# Língua daga
Daga (Dimuga, Nawp) é uma língua não-austronésia da Papua-Nova Guiné. Eram aproximadamente 9 mil falantes em 2007. Os falantes de Daga vivem no subdistrito de Rabataba, e no sub-distrito de Abau da província Central (Papua-Nova Guiné).

## Falantes
As pessoas que falam Daga vivem no subdistrito de Rabaraba, na província de Milne Bay, na Papua-Nova Guiné. Esta província tem cerca de 14,40 km² e uma população de 209.054 pessoas. A economia da província é trazida pelo turismo, óleo de palma e mineração de ouro na Ilha Misima.

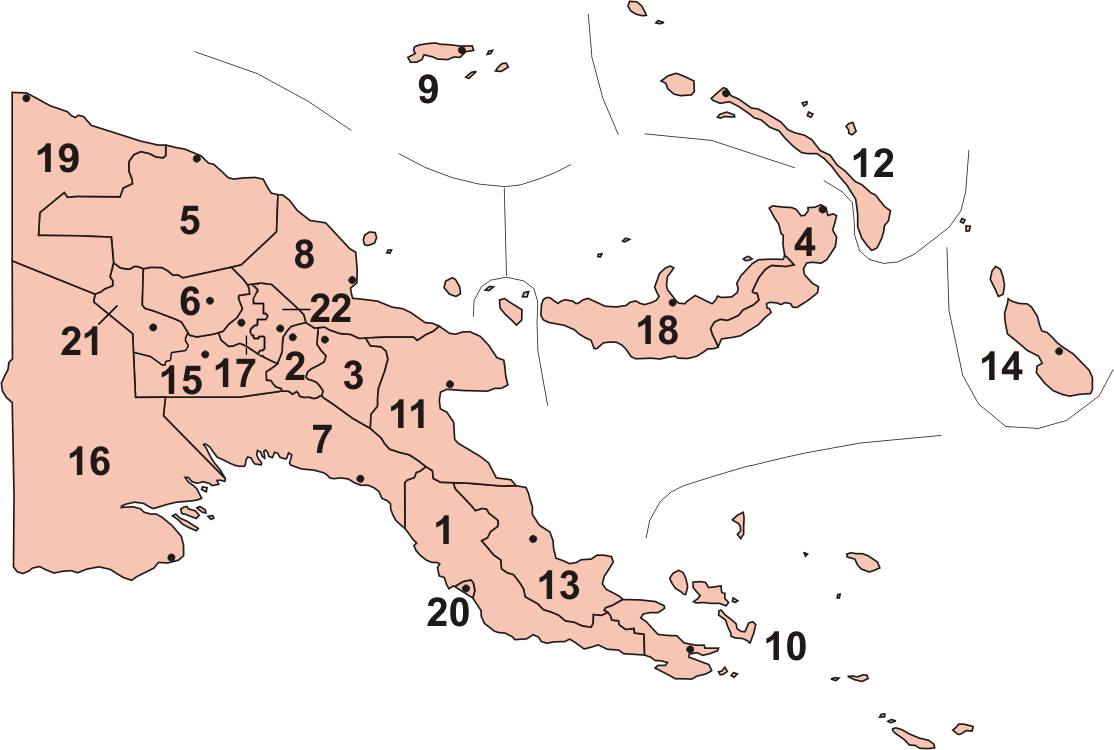
A província de Milne Bay é ilustrada na seção 10.

Durante a Segunda Guerra Mundial, a Batalha de Milne Bay ocorreu na província, dando-lhe algum maior significado.
Os Massim, o povo da Baía de Milne, trocaram cultura com ilhas próximas e ganharam muitos rituais nas proximidades, incluindo o anel de Kula. O povo do Massim é caracterizado pela descendência  matrilinear.
As pessoas de Milne Bay, embora distintas, ainda estão em sintonia cultural geral com a Papua Nova Guiné. As terras remotas, selvagens e intocadas da Papua Nova Guiné têm muita diversidade. Existem mais de 7 mil culturas diferentes na Papua Nova Guiné, embora haja apenas cerca de 7 milhões de pessoas no país. O povo de Papua Nova Guiné tem fortes laços com a música, havendo atos espontâneos e coordenados de expressão musical ao longo do ano.

## Gramática

### Morfemas
Em Daga há existem algumas regras sobre como fazer morfemas. Algumas incluem, que o final de raízes diferentes de G, R, S e W se adiciona /a/ se o próximo elemento for um sufixo. Se a consoante final de um prefixo estiver antes de uma raiz que inicia por consoante, o modo de articulação da consoante final do prefixo será alterada para corresponder à maneira de articulação da consoante inicial da raiz. Quando o morfema tem fonema inicial /w/ que vem antes das vogais / o / ou / u /, o / w / é perdido no fim do final da palavra. Quando o fonema final de um morfema anterior e o fonema inicial de um morfema seguinte são vogais, a vogal inicial do 2° morfema é perdida, a menos que o fonema seja / i /, caso em que permanece como está. Para todos os substantivos, o vogal final é -e.

### Morfo-fonologia
Quando as consoantes G, R, S e W terminam um radical ou sufixo, elas mudam o fonema com base no fonema a seguir. 
| Morfema | Seguido por /i/ ou /e/ | Seguido por /a/, /o/, ou /u/ | Seguido por consoante | Final da palavra |
| ------- | ---------------------- | ---------------------------- | --------------------- | ---------------- |
| g       | g                      | g                            | ---                   | k                |
| r       | r                      | r                            | ra                    | t                |
| s       | s                      | t                            | ---                   | t                |
| w       | v                      | w                            | wa                    | o                |

Essa regra tem 3 palavras com exceções:
| unuG  | -nege | -en   | ununegen    |
| yagiR | -nege | -iwan | yaginegiwan |
| ewaS  | -nege | -en   | ewanegen    |

| +     | unuG  | -nege             | -en ununegen |
| yagiR | -nege | -iwan yaginegiwan |              |
| ewaS  | -nege | -en ewanegen      |              |

### Raízes
Em Daga, é a parte que dá sentido à palavra. As raízess de palavras compostas costumam ser um radical verbal seguido por uma combinação do verbo yaw ("ver").
 wa ('diga') + yaw ('ver') = wayaw ('pergunte') 
Isso funciona com todas as raizes verbais e altera completamente o significado da raiz verbal. Raízes verbais derivadas de prefixo são Raízes verbais que seguem um dos quatro prefixos, wa-, to-, en- e a-. Esses prefixos são usados para classificar o radical do verbo para identificar uma determinada coisa ou grupo de coisas. O prefixo entre a raiz do verbo faz com que a raiz do verbo se aplique apenas a um sujeito. O prefixo to- significa que o verbo será alterado para envolver um assunto singular. O prefixo significa que a ação representada pelo verbo é alterada para corresponder a uma ação que envolve a aderência a um objeto. O prefixo a- também ajusta o radical do verbo para envolver a mordida. Raízes de verbo derivadas de adjetivo são verbos criados usando um radical adjetivo e verbalização para criar um verbo a partir de um adjetivo. Por exemplo, a palavra  tama ('direto')  Seguido pela verbalização  -am  cria um resultado da palavra  tamanam  ('correto'). Também existem Raízes verbais derivadas de substantivos que, como Raízes verbais derivadas de adjetivos, usam uma verbalização e um radical substantivo para criar um verbo a partir de um substantivo. Um exemplo disso é quando a palavra  atrás  ('servo') com a verbalização  -at  se torna  agat  ('ajuda'). Esse conceito de derivar palavras de outras Raízes de outras classificações também é transmitido para substantivos e adjetivos, onde Daga tem Raízes derivadas de verbos, que é quando um verbo pode ser nominalizado pelo sufixo  -at  e se torna um substantivo. Embora as Raízes dêem significado à palavra, a palavra não está completa sem um sufixo

### Palavras
Em Daga, como muitas outras línguas, há muitas classificações diferentes de palavras. Clítico em Daga é uma classificação da palavra que pode ser classificada novamente em mais 3 classes. Os clíticos de localização que descrevem são usados para ilustrar a localização de um substantivo, os clíticos substantivos que são a última palavra em uma cláusula substantiva ou uma cláusula nominalizada, e clíticos de cláusulas incluídas são usados para concluir cláusulas usando sufixos médicos homófilos. Pós-posições são uma classificação de palavras que são semelhantes em seu modo de uso como a de um clítico em que é usado para marcar localização, acompanhamento, comparação e construção temporal. Posicionais também podem ser usados com marcadores pessoais para fornecer local ou demonstrar acompanhamento ao lado de uma pessoa
|   | Singluar | Plural |
| - | -------- | ------ |
| 1 | -ma      | -nu    |
| 2 | -ga      | -ya    |
| 3 | #        | -mu    |

### Frases
Frases longas são extremamente incomuns em Daga.
Em Daga, existem dois intensificadores, di que são usados com qualquer frase para adicionar ênfase, e  iren  é usado após um substantivo, adjetivo e posicional para adicionar especificidade. As conjunções são usadas para juntar frases, cláusulas e sentenças. As conjunções que fazem essas coisas podem ser consideradas classificações diferentes.
| Frase | Cláusula          | Temporal | Português     |
| ----- | ----------------- | -------- | ------------- |
| ge    | e/si/di           |          | e             |
| go/o  | go/o              |          | or            |
|       | menan/gapan/anega |          | portanto      |
|       | iwa               |          | porque        |
|       | go/ae             |          | but           |
|       | mini/umap         |          | como          |
|       | anega             |          | do jeito de   |
|       |                   | boge     | imediatamente |
|       |                   | gatawan  | mais tarde    |
|       |                   | amba     | então         |
|       |                   | evi      | mais tarde    |

### Interrogativos
Daga usa  ya  como prefixo para ilustrar o caráter negativo das frases verbais normais e  uon  para ilustrar tagmeme negativo de um resumo, sentença, conversa, resposta ou interrogação. Interrogativos em Daga são expressos pelo alongamento da sílaba final junto com uma palavra inicial para iniciar a cláusula:
| dime   | por que |
| dim    | o que   |
| ansena | qual    |
| anena  | como    |
| andi   | quando  |
| amba   | onde    |
| animpo | quantos |
| da     | quem    |

### Numeração
As raízes numéricas em Daga são criadas usando um sistema ímpar. Daga possui apenas os números 1, 2, 3, 4 e 10 e usa a convenção de usar partes do corpo para representar números. Por exemplo, a palavra  nani  ('mão') significa cinco e a palavra  apen  ('homem') significa 20 contando todos os dedos das mãos e dos pés ligados a essa entidade. Essas palavras, juntamente com a palavra  yamu  ('outro'), criam as frases que ilustram os números. 
| Número | Daga     | Português           |
| ------ | -------- | ------------------- |
| 1      | da       | um                  |
| 2      | de       | dois                |
| 3      | yampo    | três                |
| 4      | degede   | quatro              |
| 10     | aonugaet | dez                 |
|        | iravi    | todos               |
|        | aruga    | muitos              |
|        | da de    | poucos (um ou dois) |

## Escrita
A língua Daga usa um forma bem limitada do alfabeto latino. Não se usam as letras C, F, H, J, L, Q, X, Z.

## Fonologia
Daga tem 13 fonemas consoantes (poucos, o que é típico dentre línguas da Nova Guiné) e 5 fonemas vogais.
|         | Anterior | Posterior |
| ------- | -------- | --------- |
| Fechada | i        | u         |
| Medial  |          | o         |
| Aberta  | e        | a         |

|           | Bilabial | Bilabial Arredondada | Labiodental | Dental | Alveolar | Velar |
| --------- | -------- | -------------------- | ----------- | ------ | -------- | ----- |
| Oclusiva  | p b      |                      |             | t      | d        | k g   |
| Nasal     | m        |                      |             |        | n        |       |
| Semivogal |          | w                    |             |        |          | y     |
| Lateral   |          |                      |             |        |          | r     |
| Fricativa |          |                      | v           |        | s        |       |

## Amostra de texto
Tamaru gapan wanigen ase anega waingin en oaen wariangin orup Mosisi baraen. Ma ongen ma tauan Duguruk wanigingin Diwawan kurudin dot onen.
Português
Eu era jovem; assim eu morava lá por muito tempo e me casei; assim eu estava vivendo, e dei à criança Mosisi. Eu vim aqui, vim para cá e estava morando em Duguruk, e Diwawan veio fazer carreira.